# Malick Sidibé
Malick Sidibé (1936 – 14. dubna 2016) byl malijský fotograf známý svými černobílými studiemi populární kultury v šedesátých letech 20. století v Bamaku. Sidibé měl dlouhou a plodnou kariéru jako fotograf v Bamaku v Mali a byl ve své komunitě známou osobností. V roce 1994 měl svou první výstavu mimo Mali a za své pečlivě komponované portréty získal mnoho pochvalných referencí. Práce Sidibého se od té doby stala dobře známé a proslulé v globálním měřítku. Jeho práce byly předmětem řady publikací a byly vystaveny po celé Evropě a Spojených státech. V roce 2007 získal na benátském bienále cenu Zlatého lva za celoživotní dílo a stal se prvním fotografem i prvním takto uznávaným Afričanem. Mezi další ocenění, která získal, patří cena Hasselblad za fotografii, cena Mezinárodního centra fotografie Infinity Award za celoživotní dílo a cena World Press Photo.
Sidibého díla jsou ve sbírkách The Contemporary African Art Collection (CAAC), J. Paul Getty Museum v Los Angeles a Muzeum moderního umění v New Yorku.

## Životopis

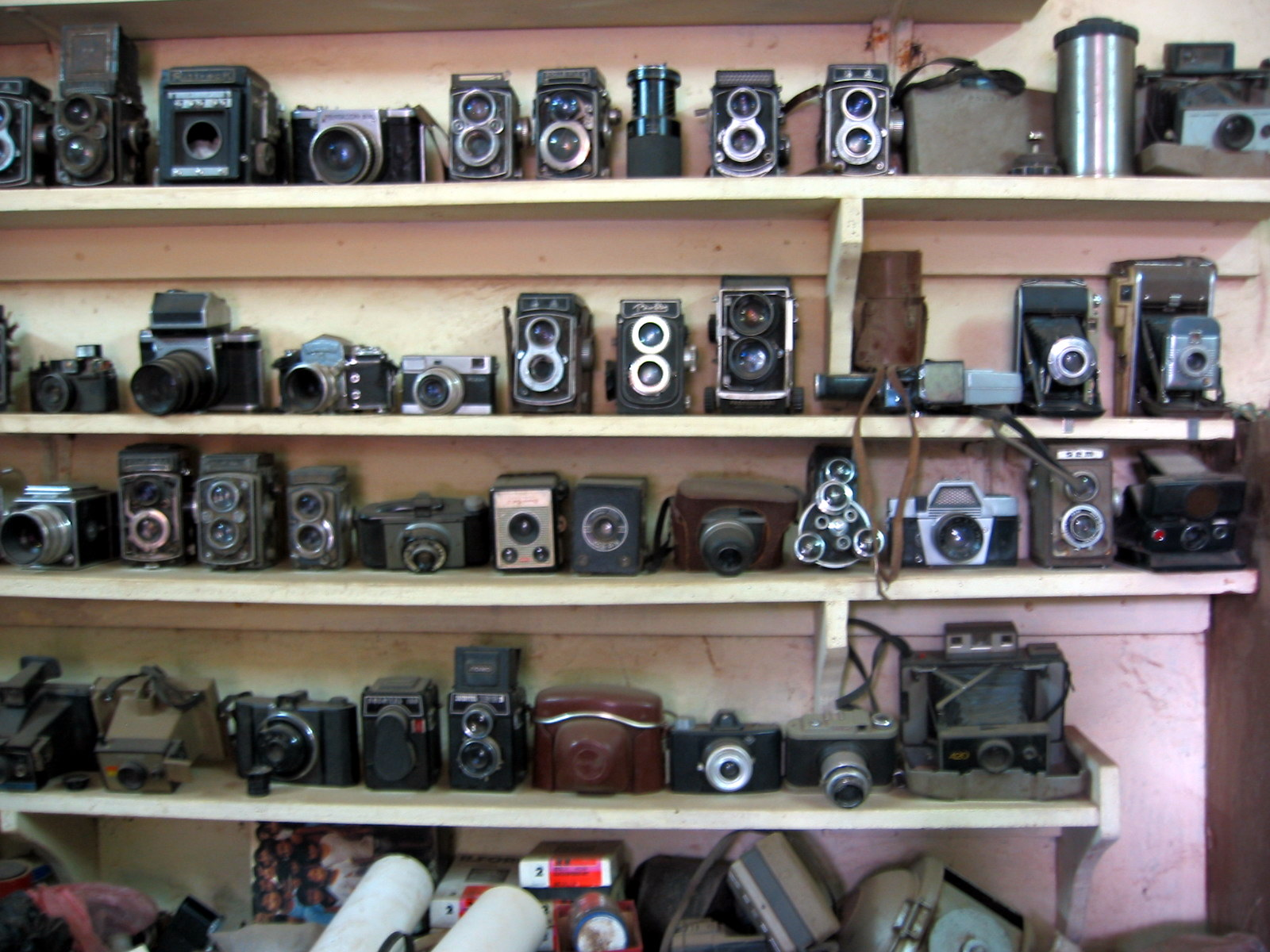
Sidibého studio v Bamaku: jeho fotoaparáty a vybavení

Sidibé se narodil ve vesnici Soloba, 300 km od Bamaka v Mali. Jeho otec, chovatel, farmář a zkušený lovec, se jmenoval Kolo Barry Sidibé. V roce 1955 fotograf Gérard Guillat hledal studenta do svého ateliéru, a rozhodl se pro Sidibeho. První Sidibého úkoly zahrnovaly kalibraci zařízení a doručování tisků. Brzy se dozvěděl více o fotografii, když pomáhal Guillatovi a nakonec si vzal své vlastní klienty. V roce 1957 Guillat zavřel své studio a Sidibé začal fotografovat noční život v Bamaku. Specializoval se na dokumentární fotografii se zaměřením zejména na kulturu mladých v hlavním městě Mali. Sidibé fotografoval na sportovních akcích, na pláži, v nočních klubech, na koncertech nebo když mladí muži sváděli dívky. Stále více byl známější svými černobílými studiemi populární kultury v 60. letech v Bamaku. V 70. letech se Sidibé obrátil k fotografování studiových portrétů. Základy kreslířského vzdělání mu byly užitečné:
Když jsem pracoval ve studiu, dal jsem si hodně práce s pózováním. Díky malířskému vzdělání jsem ve svých portrétech dovedl nastavit správné pózy. Nechtěl jsem, aby mé postavy vypadaly jako mumie. Komponoval jsem je do takových póz, které do nich vnesly něco živého.

V šedesátých a sedmdesátých letech Sidibé v grafických, energických, černobílých obrazech zachytil dynamiku a radost z rychle se měnící západní Afriky. Zejména se zaměřil na lidovou mluvu stylu: drzé obleky, cílevědomě střetávající se otisky, dívky, které si spojily čelenky s odstíny kočičích očí, malé děti v kostýmech domorodých krojů a malování na obličej, tanečníci si obuli boty. Večírek, klub, taneční parket - to byla jeho nastavení, místa, kde se lidé viděli a oblékli tu část. Od půlnoci do úsvitu se Sidibé potuloval městem, poskakoval na párty a každý víkend pořídil stovky snímků.

Když fotografoval Sidibé venku, tak používal blesk, ale ve studiu pouze wolframové osvětlení. K fotografování svateb a formálnějších událostí používal fotografickou kameru Afga 6x6 s měchy a pro svou volnou práci Foca Sport 24x36. Byl znám jako velmi okouzlující osoba a vyprávěl svým klientům vtipy, aby je při fotografování portrétů uklidnil. Sidibého obrázky pomohly zdokumentovat období těsně poté, co v roce 1960 získal francouzský Súdán (a poté Mali federaci) nezávislost na Francii. Tato nová éra (po roce 1960) byla následně různými pozorovateli charakterizována jako postkoloniální (a postapartheidní) probuzení vědomí. Mnoho z těch, kteří obdivují Sidibého práci, věří, že nějakým způsobem zachytil radost a údiv tohoto probuzení a že je to vidět na tvářích v jeho scénách a obrazech.
Sidibé zemřel na komplikace způsobené cukrovkou v Bamaku. Přežilo ho 17 dětí a tři manželky.

## Publikace

### Sidibého knihy
- Malick Sidibé. Zurich; New York: Scalo, 1998. ISBN 9783931141936. Editor: André Magnin. Úvod: Magnin, eseje: Sibidé („Studio Malick“), Youssouf Doumbia, („Ambiance totale avec Garrincha!“), Panka Dembelé („Twist again!“) a Boubacar 'Kar Kar' Traoré („Elvis est vivant!“). Obsahuje hudební CD se čtyřmi skladbami Kar Kar.
- Malick Sidibé, Photographe: „vues de dos“ photographies. Carnets de la création, Mali. Montreal: Editions de l'oeil, 2001. ISBN 9782912415189. Text: Amadou Chab Touré. 24 s.
- Malick Sidibe: Photographs: the Hasselblad Award 2003. Göteborg, Sweden: Hasselblad Center; Göttingen: Steidl, 2003. ISBN 9783882439731. Úvod: Gunilla Knape, esej: Manthia Diawara, „The 1960s in Bamako: Malick Sidibé a James Brown“ (Šedesátá léta v Bamaku), přepis rozhovoru Sidibého s André Magninem. Publikováno u příležitosti výstavy Malick Sidibé: Vítěz ceny Hasselblad 2003, která se konala v Hasselbladově centru, Göteborg, Švédsko, 2003.[24]
- Malick Sidibé: Chemises. Göttingen: Steidl, 2007. ISBN 9783865215239. Katalog výstavy představené ve Foam Fotografiemuseum Amsterdam a Musée Nicệphore Niépce, Chalon-sur-Saône.[25]
- Malick Sidibe. Wilsele, Belgie: Exhibitions International, 2008. Ed.: Foundation Zinsou. ISBN 978-9057791048.
- Bagadadji. Saint-Brieuc, Francie: GwinZegal, 2008. ISBN 9782952809924. Esej: Florian Ebner, „La scène de Bagadadji“. Portréty obyvatel Bagadadji, Bamako, pořízené v letech 1964–1976. Anglicky, francouzsky, německy.
- Perception. Saint-Brieuc, Francie: GwinZegal, 2008. ISBN 9782952809955. Francouzsky. Studiové portréty pořízené v Britany, Francie, během tří týdnů v červenci 2006.
- Malick Sidibé: La Vie en Rose. Milan: Silvana, 2010. Editor, texty: Laura Incardona a Laura Serani. ISBN 978-8836617166.
- Malick Sidibé: The Portrait of Mali (Sinetica Landscape). Milan: Skira, 2011. Editor: Laura Incardona, Laura Serani a Sabrina Zannier. ISBN 978-8857211251. Anglicky, francouzsky, německy.
- Malick Sidibé: Au village. Montreuil, Francie: Éditions de L'Œil, 2011. ISBN 978-2351371329. Text: Brigitte Ollier. Studiové portréty pořízené v Sidibého rodné vesnici Soloba v průběhu 50 let. Francouzsky.
- Malick Sidibé. Photo Poche No. 145. Arles, Francie: Actes Sud, 2013. ISBN 978-2-330-01229-8. Úvod: Laura Serani.

### Publikace s příspěvky Sidibého
- Photographes de Bamako: de 1935 à nos jours. Collection Soleil. Paris: Revue Noire, 1989. ISBN 978-2909571218. Fotografie: Sidibé, Mountaga Dembélé, Seydou Keita, Félix Diallo, Sakaly, AMAP, Alioune Bâ, Emmanuel Daou, Abdourahmane Sakaly a další. Texty: Érika Nimis. Francouzsky a anglicky.
- In/sight: African Photographers, 1940 to the Present. New York: Guggenheimovo muzeum, 1996. ISBN 9780810968950. Úvod: Clare Bell, eseje: Okwui Enwezor, Olu Oguibe a Octavio Zaya. Fotografie: Sidibé, Cornélius Yao Azaglo Augustt, Oladélé Ajiboyé Bamgboyé, Zarina Bhimji, Gordon Bleach, Nabil Boutros, Cloete Breytenbach, Salla Casset, Mody Sory Diallo, Mohammed Dib, Kamel Dridi, Touhami Ennadre, Mathew Faji, Rotimi Fani-Kayode, Samuel Fosso, Jellel Gasteli, Meïssa Gaye, Christian Gbagbo, David Goldblatt, Bob Gosani, Ranjith Kally, Seydou Keita, Peter Magubane, Santu Mofokeng, G. R. Naidoo, Lamia Naji, Gopal Naransamy, Lionel Oostendorp, Ricardo Rangel a Iké Udé. Výstavní katalog: Solomon R. Guggenheim Museum, 1996.
- Clubs of Bamako: 9. března – 16. dubna 2000. Houston, TX: Rice University Art Gallery, 2000. OCLC 45496053. Fotografie: Sidibé, Emile Guebehi, Koffi Kouakou a Coulibaly Siaka Paul. Výstavní katalog.
- You Look Beautiful Like That: The Portrait – Photographs of Seydou Keita and Malick Sidibe. New Haven, CT: Yale University Press, 2001. ISBN 978-0300091885. Editor: Michelle Lamuniere.
- Samuel Fosso, Seydou Keïta, Malick Sidibé: Portraits of Pride: West African Portrait Photography. Katalog / Moderna Museet 318. Stockholm: Muzeum moderny; Raster-Förl, 2002. ISBN 978-9171006776. Fotografie: Sibidé, Samuel Fosso a Seydou Keita. Výstavní katalog: Moderna Museet, Stockholm, 2002; Norskt Fotomuseum, 2003. Švédsky a anglicky.
- African Art Now: Masterpieces From the Jean Pigozzi Collection. London; New York: Merrell, 2005. ISBN 978-0890902950. André Magnin, Alison de Lima Greene, Alvia J. Wardlaw a Thomas McEvilley. Malby, fotografie, sochy a instalace od 33 umělců. Výstavní katalog: The Contemporary African Art Collection, Muzeum umění Houston.
- The Poetics of Cloth: African Textiles, Recent Art. New York: Grey Art Gallery, New York University, 2008. ISBN 9780615220833. Editor: Lynn Gumpert. Eseje: Kofi Anyidoho, Lynn Gumpert a John Picton, příspěvky: Jennifer S. Brown, Lydie Diakhaté, Janet Goldner, Lynn Gumpert, John Picton a Doran H. Ross. Reprodukce maleb, soch, videa a fotografie: Sidibé, El Anatsui, Samuel Cophis, Viye Diba, Sokari Douglas Camp, Groupe Bogolan Kasobane, Abdoulaye Konate, Rachid Koraichi, Atta Kwami, Grace Ndiritu, Nike Okundaye, Owusu-Ankomah, Yinka Shonibare, Nontsikelelo „Lolo“ Veleko, Rikki Wemega-Kwawu a Sue Williamson. „Publikováno u příležitosti výstavy v Grey Art Gallery, 2008.“[26]
- Events of the Self: Portraiture and Social Identity: Contemporary African Photography from the Walther Collection. Burlafingen, Germany: The Walther Collection; Göttingen, Germany: Steidl, 2010. ISBN 9783869301570. Editor: Okwui Enwezor. Texty: Willis E. Hartshorn a Artur Walther, Okwui Enwezor, Gabriele Conrath-Scholl, Virginia Heckert, Chika Okeke-Agulu, Deborah Willis („Malick Sidibé: the front of the back view“), Santu Mofokeng a Kobena Mercer. Fotografie: Sibidé, Sammy Baloji, Oladélé Ajiboyé Bamgboyé, Yto Barrada, Bernd a Hilla Becherovi, Candice Breitz, Allan deSouza, Theo Eshetu, Rotimi Fani-Kayode, Samuel Fosso, David Goldblatt, Kay Hassan, Romuald Hazoumè, Pieter Hugo, Seydou Keïta, Maha Maamoun, Boubacar Touré Mandémory, Salem Mekuria, Santu Mofokeng, Zwelethu Mthethwa, Zanele Muholiová, James Muriuku, Ingrid Mwangi, Grace Ndiritu, J. D. 'Okhai Ojeikere, Jo Ractliffe, August Sander, Berni Searle, Mikhael Subotzky, Guy Tillim, Hentie van der Merwe a Nontsikelelo Veleko. Anglicky s německým překladem. Publikováno u příležitosti výstavy v Burlafingenu, Německo, červen, 2010.
- Everything was Moving: Photography from the 60s and 70s. London: Barbican Art Gallery, 2012. ISBN 9780946372393. Editoři: Kate Bush a Gerry Badger. Texty: Bush („Everything was moving“), Badger („Spirit of the times, spirit of place: a view of photography in the 1960s and 1970s“), Gavin Jantjes („Ernest Cole“), Sean O'Hagan („The unreal everyday: William Eggleston's America“ and „Against detachment: Bruce Davidson's photographs of America during the Civil Rights Era“), Tanya Barson („Graciela Iturbide: a matter of complicity“), T. J. Demos („On Sigmar Polke's Der Bärenkampf“), Helen Petrovsky („Boris Michajlov: towards a new universality“), Boris Michajlov („Yesterday's sandwich“), Ian Jeffrey („Shomei Tomatsu“), Julian Stallabrass („Rather a hawk?: the photography of Larry Burrows“), Robert Pledge („Li Zhensheng: the cinematographer behind the photographer“), Manthia Diawara („The sixties in Bamako: Malick Sidibé and James Brown“), Shanay Jhaveri („Raghubir Singh and the geographical culture of India“) a Raghubir Singh („River of colour: an Indian view“). Fotografie: Sidibé, David Goldblatt, Ernest Cole, William Eggleston, Bruce Davidson, Graciela Iturbide, Sigmar Polke, Boris Michajlov, Šómei Tómacu, Larry Burrows, Li Čen-šeng a Raghubir Singh. Publikováno u příležitosti výstavy Everything was Moving: Photography from the 60s and 70s, kurátorka: Kate Bush, září 2012 – leden 2013, Barbican Art Gallery, Barbican Centre, Londýn.
- Malian Portrait Photography. New Platz, New York: Samuel Dorsky Museum of Art, 2013. ISBN 9780615510941. Fotografie: Sidibé a Seydou Keita, El Hadj Hamidou Maïga, Abdourahmane Sakaly a El Hadj Tijani Àdìgún Sitou. Text: Daniel Leers. „Publikováno u příležitosti výstavy Malian Portrait Photography , leden – duben 2013, North Gallery, Samuel Dorsky Museum of Art na State University of New York at New Paltz.“[27]
- Afriphoto II. Collection Afriphoto, Vol. 5–8. Trézélan: Filigranes, 2005. ISBN 9782350460079. Vol. 5: Sidibé, vol. 6: Bill Akwa Bétotè, vol. 7: Omar D a vol. 8: Fouad Hamza Tibin a Mohamed Yahia Issa. Editor: Corinne Julien. Texty: Guy Hersant, Jacques Matinet a Claude Iverné. Francouzsky.

### Publikace o Sidibéovi
- Retrats de l'Anima: Fotografia Africana. Barcelona: La Caixa Foundation, 1997. OCLC 50666491. Autoři: Sélim Benattiam, Cristina de Borbón a Rosa Casamada. V katalánštině a angličtině. Katalog výstavy. S příspěvkem Mouniry Khemirové „De una Punta a otra de Africa. Impresionas Fotograficas„.
- 60. léta v Bamaku: Malick Sidibé a James Brown. Seriál o umění, kultuře a společnosti, referát č. 11. Manthia Diawara. New York: Andy Warhol Foundation for the Visual Arts, 2001. OCLC 47999579. O Sidibém a Jamesi Brownovi.[n 1]
- Černá renesance / Renaissance Noire, sv. 4, č. 2/3. New York: Newyorská univerzita, 2002. Esej Manthia Diawara, 1960 v Bamaku: Malick Sidibé a James Brown.
- Black Cultural Traffic: Crossroads in Global Performance and Popular Culture. Ann Arbor: University of Michigan, 2005. Editoval Harry J. Elam, junior a Kennell Jackson junior, ISBN 9780472025459. Zahrnuje kapitolu od Manthie Diawary „Šedesátá léta v Bamaku: Malick Sidibé a James Brown.“

## Ocenění
- 2003: Cena Hasselblad za fotografii[8]
- 2007: Cena Zlatého lva za celoživotní dílo, Benátské bienále[6]
- 2008: Cena Infinity Award za celoživotní dílo, Mezinárodní fotografické centrum (ICP), New York[9]
- 2010: Cena World Press Photo – první cena, Umění a zábava[10]

## Sbírky

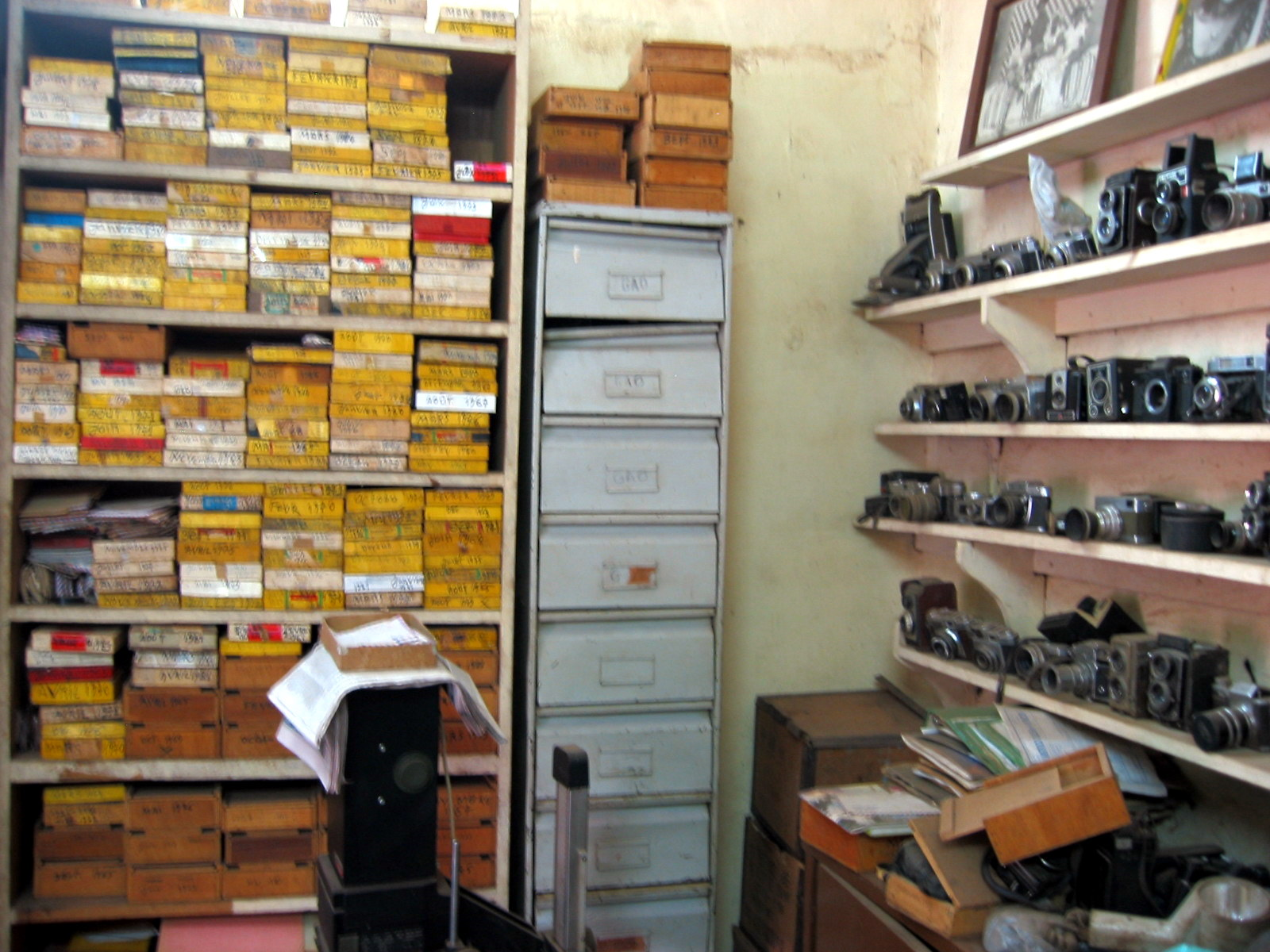
Sidibého sbírka negativů v jeho ateliéru v Bamaku

Sidibého díla jsou v následujících veřejných sbírkách:
- Institut umění v Chicagu, Chicago, Illinois[28]
- Sbírka současného afrického umění (CAAC) Jeana Pigozziho, Ženeva[11]
- Muzeum J. Paula Gettyho, Los Angeles, CA[12]
- Museum of Modern Art, New York[13]
- Metropolitní muzeum umění, New York[29]
- Muzeum moderního umění v San Francisku, San Francisco[30]
- Baltimore Museum of Art, Baltimore, MD[31][32]
- Birmingham Museum of Art, Birmingham, AL[33]
- Studio Museum v Harlemu (New York)[34][35]
- Vysoké muzeum umění, Atlanta, GA
- Mezinárodní centrum fotografie, New York[33][36][37]
- Muzeum moderny, Stockholm[33][38][39]
- Muzeum výtvarných umění, Houston, Houston, Texas[40]

## Výstavy

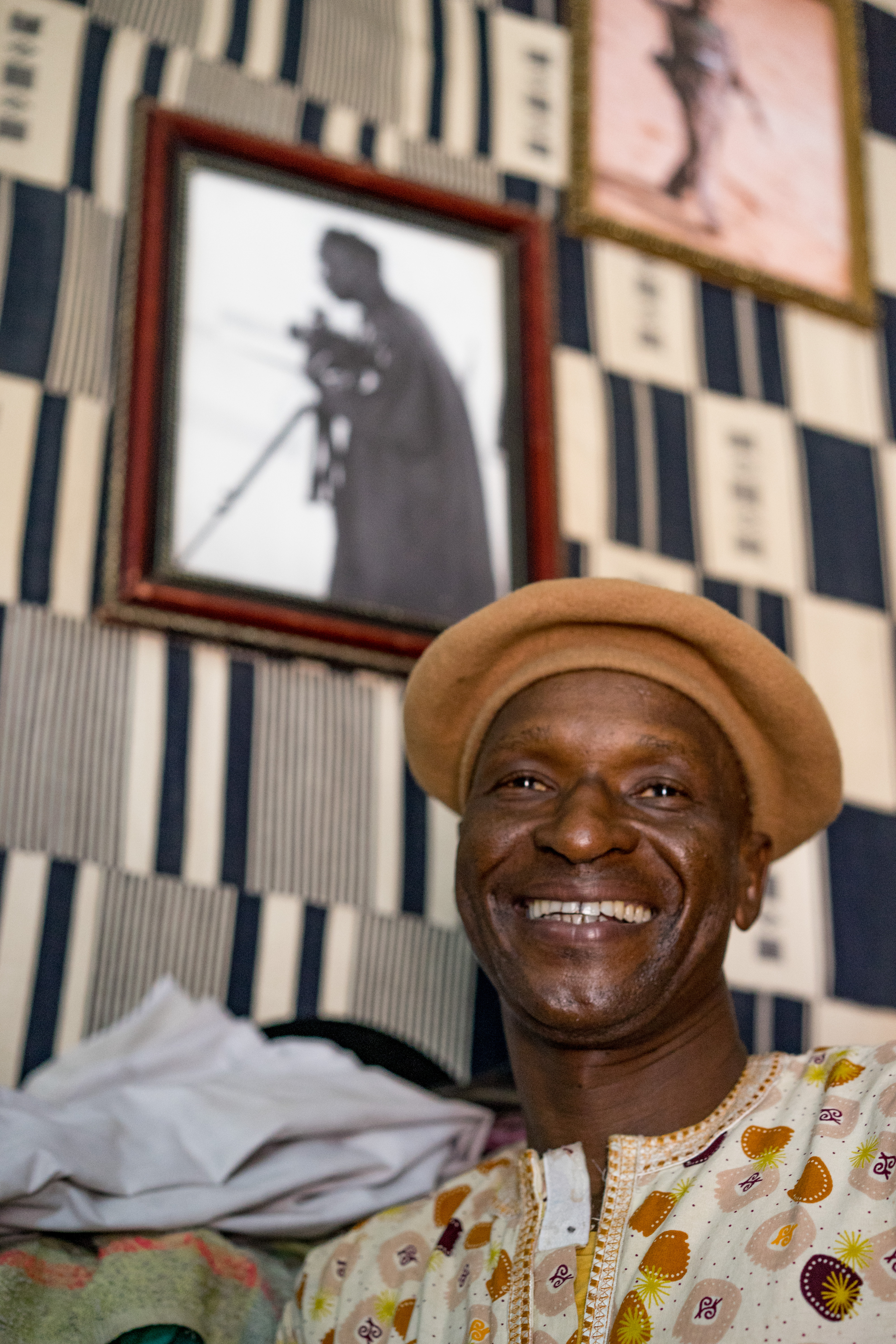
Syn Malicka Sidibého Karim Sidibé pózuje v rodinném studiu, 2018

### Samostatné výstavy
- 1995: Malick Sidibé: Bamako 1962–1976, Fondation Cartier pour l'Art Contemporain, Paříž[41]
- 1999: Muzeum současného umění Chicago, IL[41]
- 1999: Malick Sidibé. Photographie, Dany Keller Galerie, Mnichov[42]
- 1999: Cool Cats and Twist Club, Australian Center for Photography, Sydney, Austrálie
- 2000: Centre d'Art Contemporain Genève, Ženeva, Švýcarsko[41]
- 2001: Národní galerie moderního umění, Řím, Itálie[43]
- 2001: Městské muzeum Amsterodam, Nizozemsko[43]
- 2002: HackelBury Fine Art Limited, Londýn
- 2003: Hasselblad Center, Göteborgs konstmuseum, Göteborg, Švédsko[41]
- 2004: CAV Coimbra Visual Arts Center, Coimbra, Portugalsko[41]
- 2004: Museet for Fotokunst Brandts, Brandts Klaedefabrik, Odense, Dánsko[43]
- 2005: Fotografie: 1960–2004, Jack Shainman Gallery, New York, USA[44]
- 2007: Malick Sidibé. C'est Pas Ma Faute, Musee des arts derniers, Paříž
- 2007: Malick Sidibé. Klub Los Sabena, Fifty One Fine Art Photography, Antverpy, Belgie[45]
- 2008: Malick Sidibé. Chemises, Foam Fotografiemuseum Amsterdam, Amsterdam, Nizozemsko[41]
- 2009: Malick Sidibé. Bamako Nights, Musée Nicéphore Niépce, Chalon sur Saône, Francie[46]
- 2010: „Studio Malick“, Tristan Hoare, Londýn[47]
- 2011: Malick Sidibé. The Eye of Bamako, M + B Gallery, Los Angeles, CA[41]
- 2015: Studio Malick. Gares de Bretagne et Montparnasse, Frac Bretagne, Conseil régional a SNCF[41]
- 2014: Malick Sidibé, Jack Shainman Gallery, New York, USA[48]
- 2016: Je to příliš zábavné! Autor: Malick Sidibé, FIFTY ONE TOO, Antverpy, Belgie[49]
- 2017: Malick Sidibé. Oko moderního Mali, Somerset House, Londýn.[50][51] Autorova první samostatná výstava ve Velké Británii.

### Skupinové výstavy a festivaly
- 1995: Seydou Keita a Malick Sidibe: Fotografie z Mali, Fruitmarket Gallery, Edinburgh, Skotsko
- 1996: Double vie, Double vue, Fondation Cartier pour l'art contemporain, Paříž, Francie
- 1996: V noci, Fondation Cartier pour l'art contemporain, Paříž, Francie
- 1999: 6. mezinárodní bienále v Istanbulu 1999, mezinárodní bienále v Istanbulu, Istanbul, Turecko
- 2000: Afrika: minulost-současnost, padesát jedna fotografie výtvarného umění, Antverpy[52]
- 2001–2003: Vypadáte tak krásně: Portrét fotografií Seydou Keita a Malicka Sidibého, Fogg Museum, Harvard Art Museums, Cambridge, MA; UCLA Hammer Museum, University of California, Los Angeles, USA; Norton Museum of Art, West Palm Beach FL; National Portrait Gallery, London; Muzeum umění Williams College, Williamstown, Massachusetts, USA[43]
- 2004: Fotografie: Zahajovací instalace, Muzeum moderního umění (MoMA), New York, USA[53]
- 2004: Semena a kořeny, Studio Museum v Harlemu, New York, USA[54]
- 2005: African Art Now – mistrovská díla ze sbírky Jeana Pigozziho, Národní muzeum afrického umění, Washington, USA[55]
- 2007: Proč Afrika? Práce 13 fotografů, včetně Sidibé, Frédéric Bruly Bouabré, Bodys Isek Kingelez, Chéri Samba, Makonde Lilanga a Keita Seydou, Pinacoteca Giovanni e Marella Agnelli, Turín, Itálie.[43][56]
- 2009: Masters of Photography, Fifty One Fine Art Photography, Antverpy, Belgie[57]
- 2009: Některé kmeny, Galerie Christophe Guye, Curych, Švýcarsko[58]
- 2010: Pózování v afroamerické kultuře, Galerie umění v Hamiltonu, Hamilton, USA[59]
- 2010: Un Rêve Utile: Photographie Africaine 1960–2010, BOZAR – Palais des Beaux-Arts, Brusel[60]
- 2010: Represent: Imaging African American Culture In Contemporary Art, Hagedorn Foundation Gallery, Atlanta, USA
- 2010: African Stories, Marrakech Art Fair, Marrákéš[43]
- 2011: Paris Photo, Grand Palais, The Walther Collection[61]
- 2012: Afrika, hin und zurück, Museum Folkwang, Essen[62]
- 2012: Gaze – Měnící se tvář portrétní fotografie, Istanbul Modern, Istanbul, Turecko[63]
- 2012: Všechno se hýbalo: Fotografie z 60. a 70. let, Barbican Centre[43][64]
- 2014: Back to Front, Mariane Ibrahim Gallery, Seattle, USA[65]
- 2014: Ici l'Afrique, Château de Penthes, Pregny-Chambésy, Francie[66]
- 2015: The Pistil's waitz, Gallery Fifty One, Antverpy, Belgie[67]
- 2015: Tvorba Afriky. Un Continente De Diseño Contemporáneo, Guggenheimovo muzeum Bilbao, Španělsko[68]
- 2016: VIVRE ! !, Cité nationale de l'histoire de l'immigration, Paříž, Francie[69]
- 2016: Regarding Africa: Contemporary Art and Afro-Futurism, Telavivské muzeum umění, Tel Aviv, Izrael[70]
- 2017: Back Stories, Mariane Ibrahim Gallery, Seattle, USA[71]
- 2017: Il Cacciatore Bianco / The White Hunter, FM Centro per l'Arte Contemporanea, Milán, Itálie[72]
- 2017: Rhona Hoffman. 40 let: Část 3. Politické, galerie Rhony Hoffmana, Chicago, USA[73]
- 2020: Through an African Lens: Sub-Saharan Photography from the Museum's Collections, Muzeum umění Houston, Texas[74]

## Filmové a televizní vystoupení
- Malick Sidibé: portrait of the artist as a portraitist (Malick Sidibé: portrét umělce jako portrétisty, 2006). OCLC 68907552. Režie Susan Vogel pro Národní muzeum Mali / Prince Street Pictures. Produkce: Vogel, Samuel Sidibe a Catherine de Clippel. Interview se Sidibém vedl Jean-Paul Colleyn. Ve francouzštině s anglickými titulky.
- Dolce Vita Africana (2008, Tigerlily Films). 62 minut Režie: Cosima Spender. Produkce: Natasha Dack, Nikki Parrott a Spender. Dokument o Sidibé a o malajské historii vyprávěné lidmi, které fotografoval. V Bamanankan a francouzštině. Film byl vysílán jako součást BBC4‚ Storyville série v březnu 2008.
- Malick Sidibé, le Partage (2013, POM Films; Éditions de L'Œil, ADAV). 52 minut DVD a brožura. Film Thomase Glasera, text Gaëla Teichera. ISBN 9782351371558. Film je ve francouzštině s francouzskými a anglickými titulky a text ve francouzštině.